# Pauperyzacja
Pauperyzacja (od łac. pauper „biedny, ubogi”) – proces społeczny polegający na obniżaniu się stopy życiowej jednostek lub zbiorowości. Jest ona typowa dla degradacji społecznej, jednak termin ten zwykle stosuje się w przypadku przechodzenia osoby lub grupy z klasy średniej do proletariatu lub do podklasy.
Pauperyzacja może być określana jako względna, jeśli jest to proces zubażania jednej zbiorowości, kategorii społecznej albo jednostki w stosunku do innych zbiorowości lub kategorii. Przykładowo, gdy Karl Marx pisał o pauperyzacji proletariatu, zwracał uwagę na to, że nawet w przypadku podnoszenia się jego stopy życiowej ta klasa społeczna jest biedniejsza niż burżuazja. 
Czasem pojęcie to używane jest również w innych kontekstach – na przykład „pauperyzacja intelektualna” (Biblia Pauperum).